# 甲賀中継局
甲賀中継局（こうかちゅうけいきょく）は、滋賀県湖南市に設置されているテレビ放送の中継局。

中継局名はNHKが「甲賀テレビ中継放送所」、BBCは「甲西中継局」となっている他、所在地も甲賀市ではなく湖南市だが、当項目ではまとめて「甲賀中継局」として記述する。

なお、この中継局と同位置に設置されているFMラジオ放送の送信所（親局）については、大津FM送信所を参考の事。

## 概要
- 旧甲賀郡の地域を中心とした県南東部の大部分を放送エリアとしており、県内におけるテレビ放送の主要中継局の一つ。
- 県内のデジタル放送に関しては、大津、彦根の2中継局と並んで開局時期が最も早い。

## 中継局
- 所在地…湖南市大字岩根字大谷678番地（岩根山山頂・十二坊）
- 放送エリアは、甲賀市、湖南市、栗東市、近江八幡市、東近江市（旧蒲生町）、蒲生郡日野町、蒲生郡竜王町の一部[1]。
- デジタル放送とアナログ放送両方共に、全局水平偏波にて送信。

### 地上デジタルテレビジョン放送設備
- 在阪広域民放局の物理チャンネルは、大阪親局と同じ。

| リモコン キーID | 放送局名           | 物理 チャンネル | 空中線電力 | ERP | 放送対象 地域 | 放送区域 内世帯数 | 開局日        |
| --------------- | ------------------ | --------------- | ---------- | --- | ------------- | ----------------- | ------------- |
| 1               | NHK 大津総合       | 26ch            | 3W         | 22W | 滋賀県        | 約5万世帯         | 2006年10月1日 |
| 2               | NHK 大阪教育       | 31ch            | 3W         | 22W | 全国          | 約5万世帯         | 2006年10月1日 |
| 3               | BBC びわ湖放送     | 29ch            | 3W         | 23W | 滋賀県        | 約5万世帯         | 2006年10月1日 |
| 4               | MBS 毎日放送       | 16ch            | 3W         | 24W | 近畿広域圏    | 約5万世帯         | 2006年11月1日 |
| 6               | ABC 朝日放送テレビ | 15ch            | 3W         | 24W | 近畿広域圏    | 約5万世帯         | 2006年11月1日 |
| 8               | KTV 関西テレビ放送 | 17ch            | 3W         | 24W | 近畿広域圏    | 約5万世帯         | 2006年11月1日 |
| 10              | ytv 讀賣テレビ放送 | 14ch            | 3W         | 24W | 近畿広域圏    | 約5万世帯         | 2006年11月1日 |

### 地上アナログテレビジョン放送設備（廃止時点）
- 全局オフセットあり。

| チャンネル | 放送局名           | 空中線電力        | ERP               | 放送対象 地域 | 放送区域 内世帯数 | 放送終了日     |
| ---------- | ------------------ | ----------------- | ----------------- | ------------- | ----------------- | -------------- |
| 49ch（+）  | NHK 大津総合       | 映像30W/ 音声7.5W | 映像230W/ 音声57W | 滋賀県        | 不明              | 2011年 7月24日 |
| 51ch（+）  | NHK 大阪教育       | 映像30W/ 音声7.5W | 映像230W/ 音声57W | 全国          | 不明              | 2011年 7月24日 |
| 53ch（+）  | BBC びわ湖放送     | 映像30W/ 音声7.5W | 映像200W/ 音声51W | 滋賀県        | 不明              | 2011年 7月24日 |
| 55ch（+）  | MBS 毎日放送       | 映像30W/ 音声7.5W | 映像210W/ 音声53W | 近畿広域圏    | 不明              | 2011年 7月24日 |
| 57ch（+）  | ABC 朝日放送       | 映像30W/ 音声7.5W | 映像210W/ 音声53W | 近畿広域圏    | 不明              | 2011年 7月24日 |
| 59ch（+）  | KTV 関西テレビ放送 | 映像30W/ 音声7.5W | 映像210W/ 音声53W | 近畿広域圏    | 不明              | 2011年 7月24日 |
| 61ch（+）  | ytv 讀賣テレビ放送 | 映像30W/ 音声7.5W | 映像210W/ 音声53W | 近畿広域圏    | 不明              | 2011年 7月24日 |

- NHKの正式な局名は、｢甲賀テレビ中継放送所｣である。